# Trésor des Athéniens
Le trésor des Athéniens (en grec moderne : Θησαυρός των Αθηναίων) est un édifice construit à Delphes par les Athéniens pour abriter les offrandes votives et les dédicaces faites par leur cité au sanctuaire d'Apollon. L'ensemble du trésor, y compris sa décoration sculpturale, est en marbre de Paros. La date de construction, selon les opinions des spécialistes va de 510 à 480 avant notre ère. Il est situé directement sous la terrasse du temple d'Apollon, le long de la Voie sacrée (fi), afin qu'aucun visiteur ne puisse manquer l'édifice athénien sur le chemin menant au sanctuaire.

## Historique
Pausanias mentionne le bâtiment dans le récit de sa visite au sanctuaire de Delphes, affirmant qu'il a été financé par le butin de la bataille de Marathon, menée contre les Perses en -490. La bataille de Marathon est représentée sur certaines métopes qui élèvent cette victoire au niveau de la mythologie. En confiant au fondateur d'Athènes, Thésée, le soin de montrer à tous la plus grande victoire athénienne, le trésor a établi Athènes comme l'une des cités-États (polis) les plus puissantes de la Grèce. Selon les archives archéologiques, les métopes du trésor des Athéniens affichent la plus ancienne présence connue de Thésée dans une sculpture à grande échelle : avant ce trésor, Thésée avait été représenté sur des peintures de vases, mais jamais encore sur des éléments d'architecture. Bien qu'Héraclès ait également été représenté sur les métopes, le caractère héroïque ajouté montrait la dévotion croissante des Athéniens envers Thésée, l'appariement des deux héros faisant immédiatement référence à la bataille de Marathon. Le trésor des Athéniens fut également le premier sanctuaire panhellénique dédié par les citoyens d'Athènes.

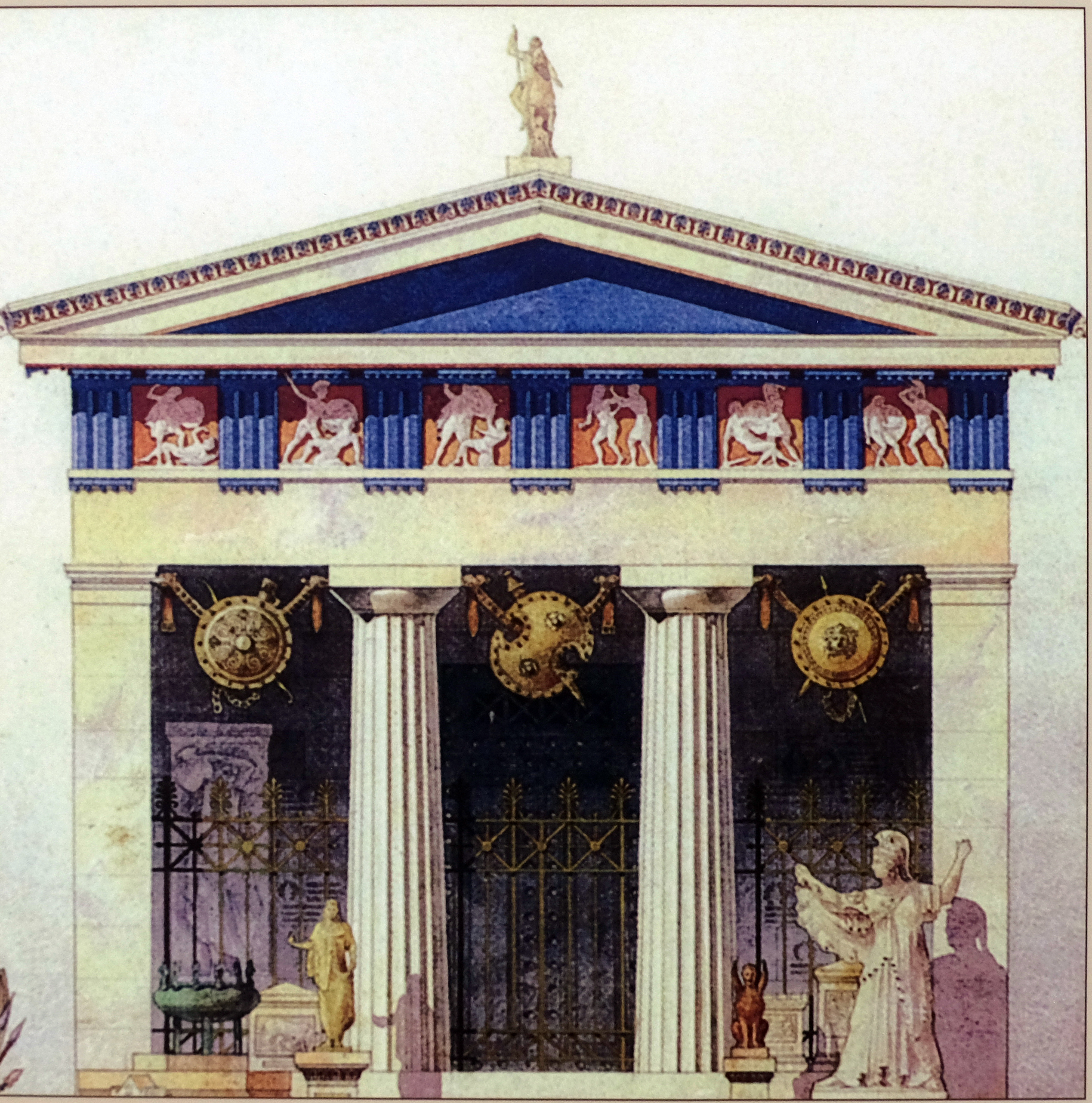
Reconstitution hypothétique avec acrotère et mise en couleurs.

L'édifice a été fouillé par l'École française d'Athènes, dirigée par Pierre de La Coste-Messelière, puis reconstruit (anastylose) de 1903 à 1906. La structure est toujours visible in situ, mais les métopes sont des reproductions, les originaux étant conservés au Musée archéologique de Delphes.

## L'édifice

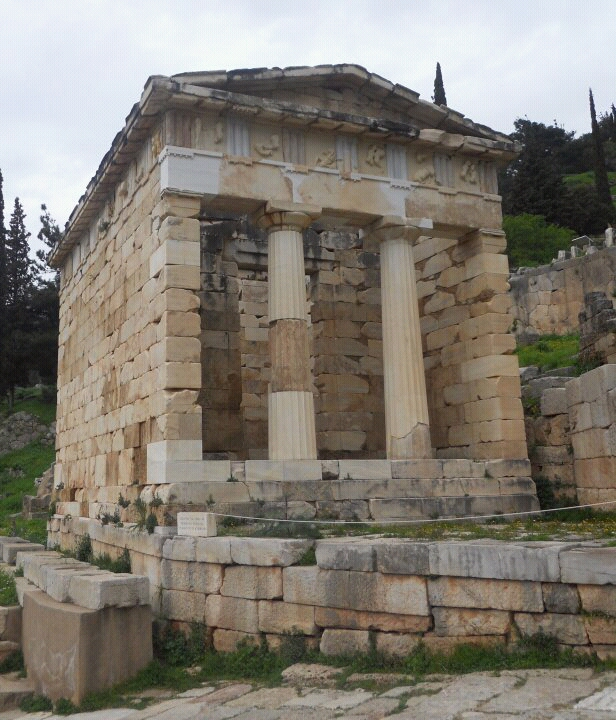
Trésor des Athéniens, côté voie sacrée.

Le bâtiment se présente sous la forme d'un petit temple in antis d'ordre dorique, composé d'un naos et d'un pronaos à deux colonnes. À l'origine, il avait un toit à pignon avec un acrotère qui n'est pas conservé. Le trésor mesure 6,62 m × 9,69 m en plan et 7,60 m de haut.
Selon l'ordre dorique, le décor pictural était réparti sur les frontons et les métopes. Les actes des héros Thésée et Héraclès étaient représentés sur les métopes. Le thème attique de Thésée, représenté sur les métopes du côté sud et probablement aussi du côté est, pouvait être vu par les visiteurs du sanctuaire depuis la voie sacrée. Les métopes des côtés nord et ouest, montraient Héraclès. De nombreux reliefs des métopes et la plupart des figures des frontons sont gravement endommagés ou perdus. Aussi une reconstruction complète de la composition picturale antique est-elle difficile et controversée.

## Métopes
Les trente métopes du trésor représentent les travaux de Thésée et d'Héraclès,.
Ces métopes comprennent un premier groupe montrant les exploits de Thésée : Thésée et Athéna ; Thésée et Sinis ; Thésée et la truie de Crommyon ; Thésée et Sciron ; Thésée et Cercyon ; Thésée et Procuste ; Thésée et le Taureau de Marathon ; Thésée et le Minotaure ; Thésée et l'Amazone Antiope.

Métopes théséennes
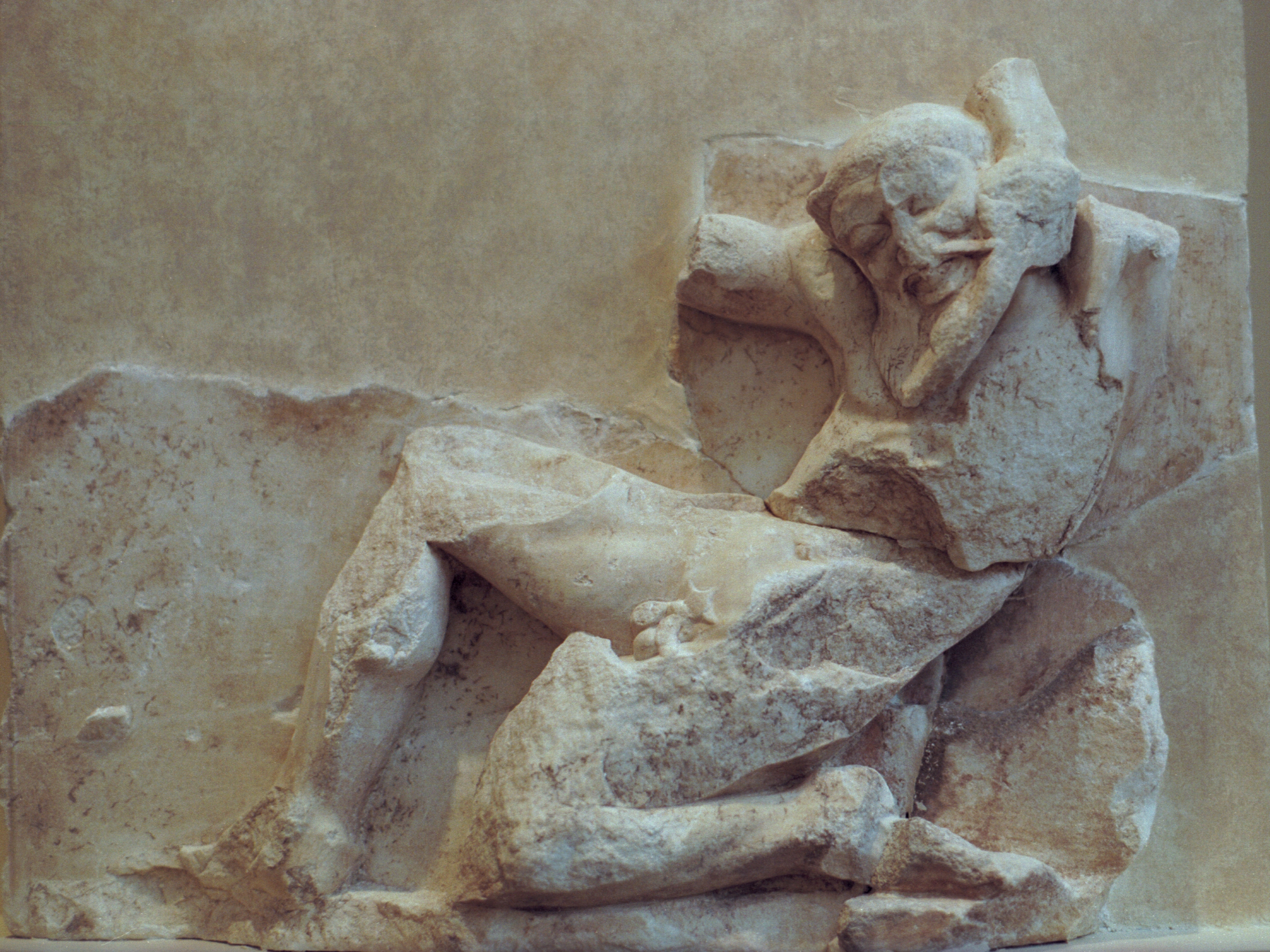
Sciron
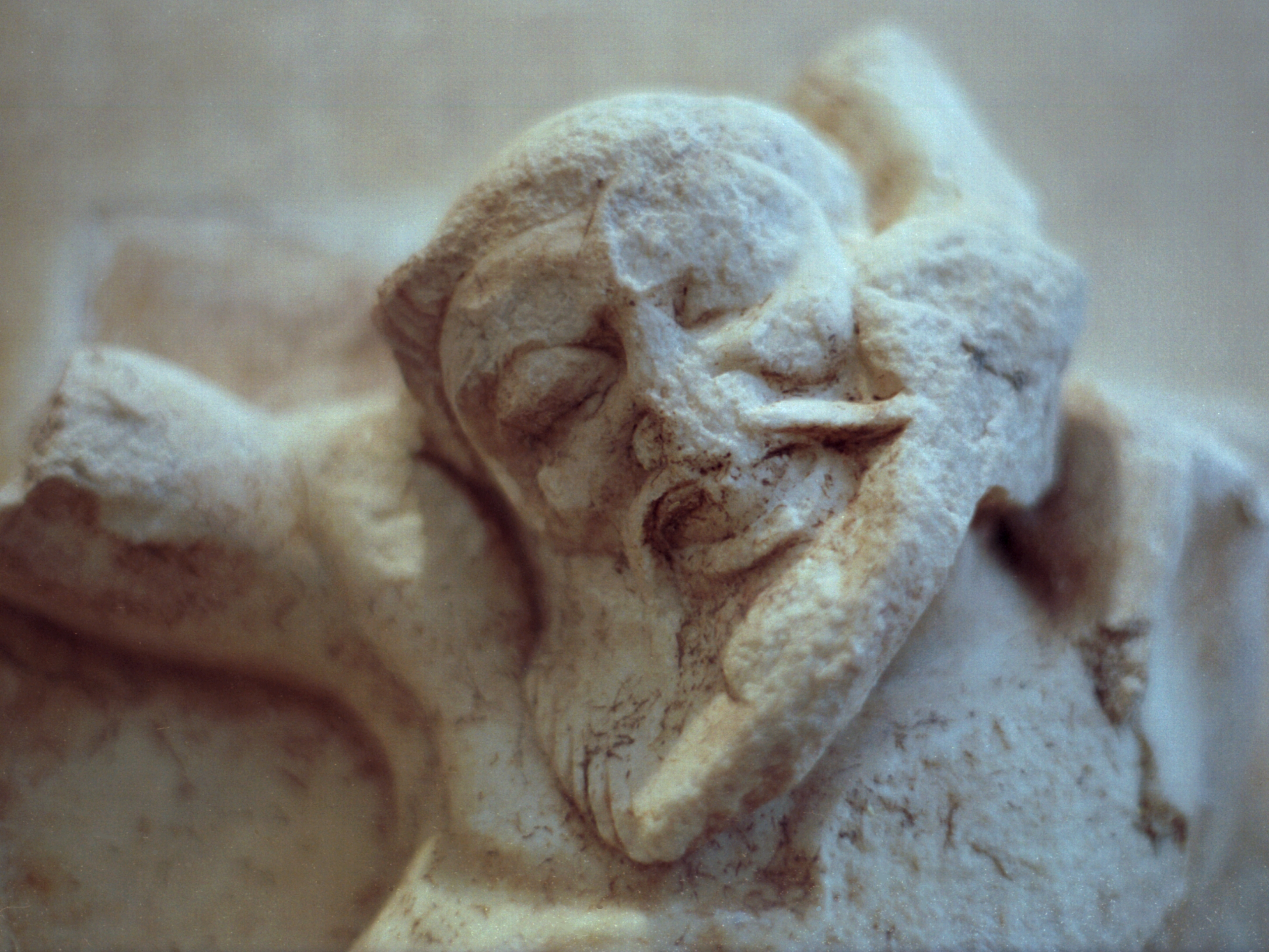
Sciron
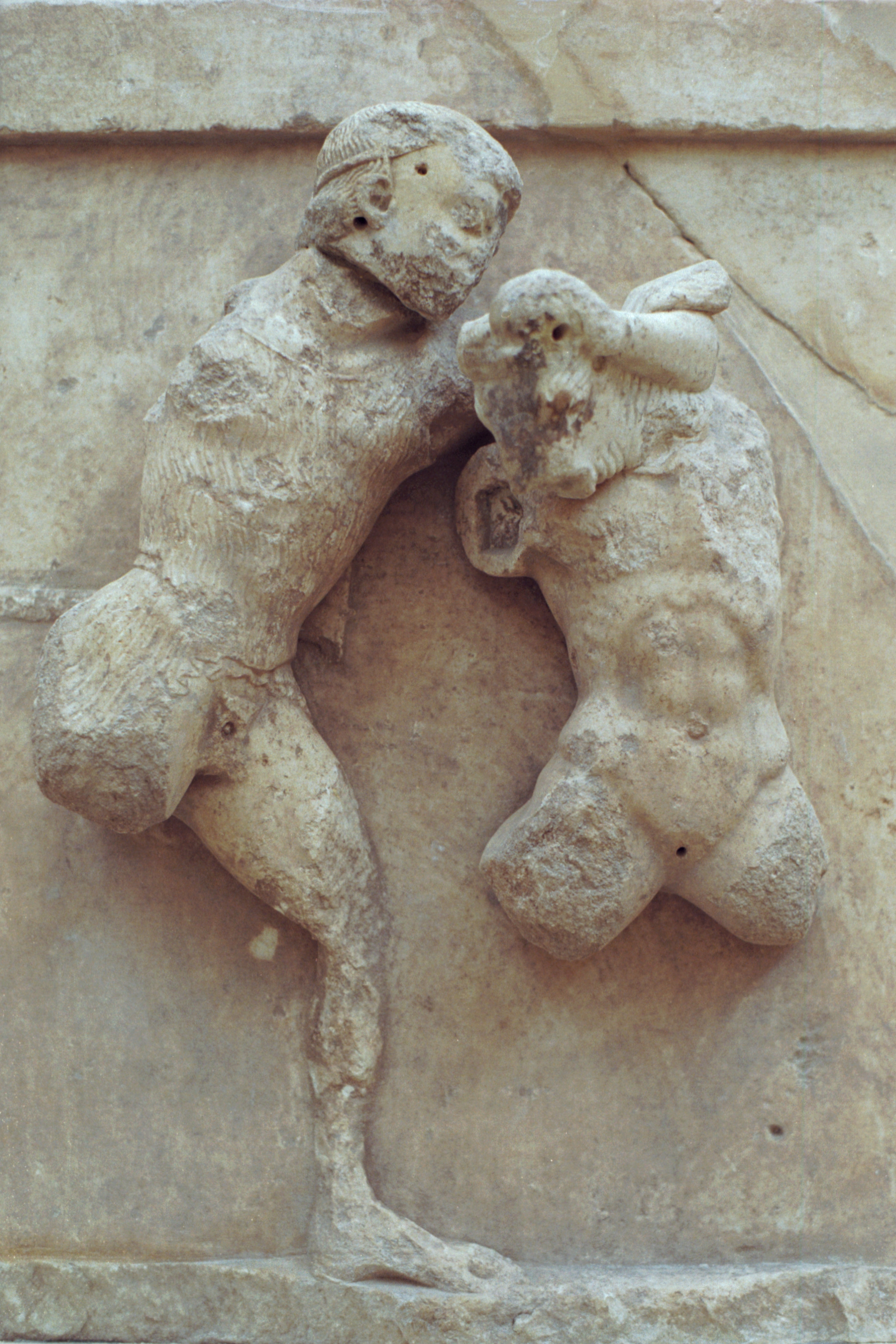
Thésée et le Minotaure
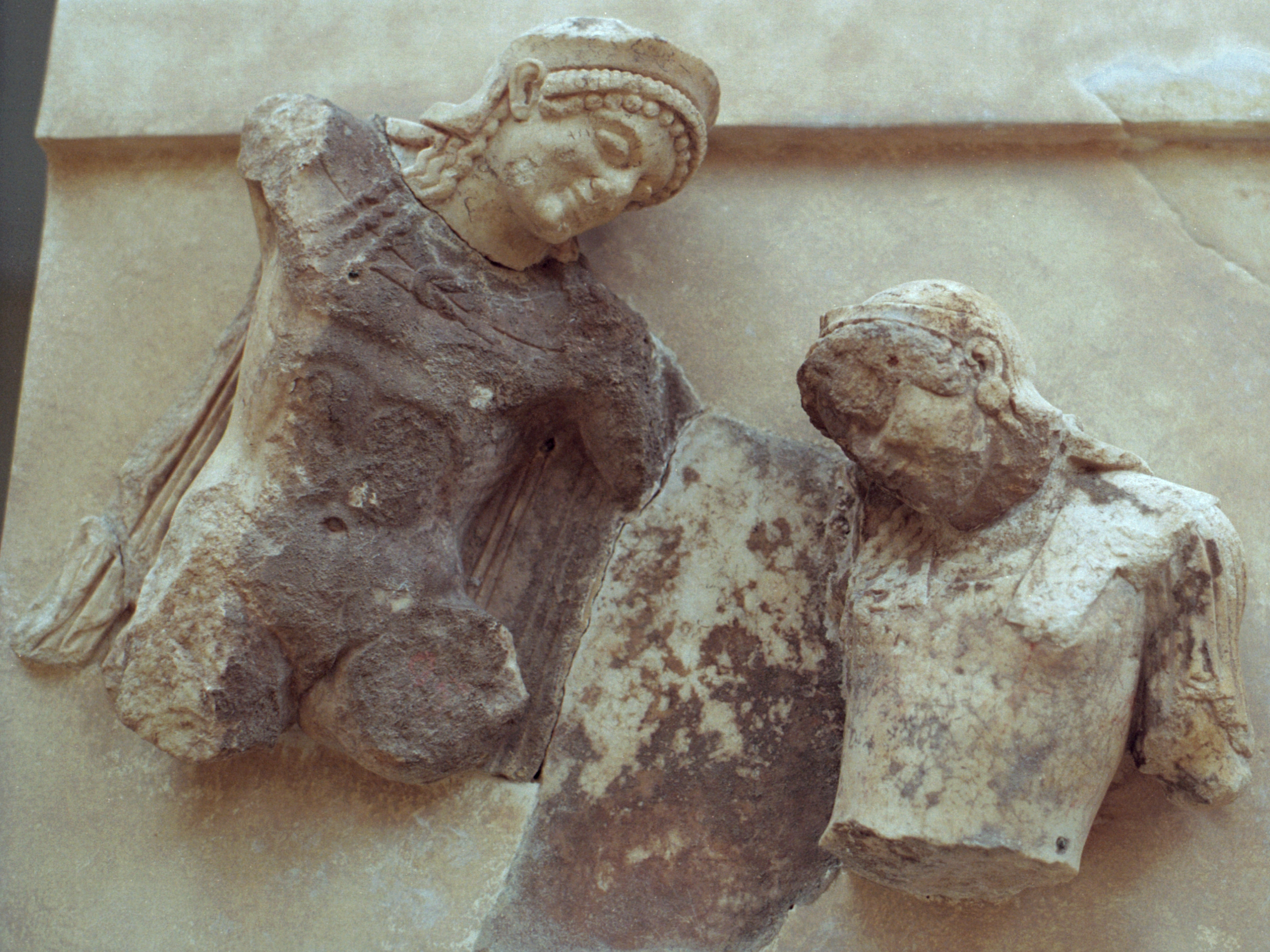
Thésée et Antiope

Un second groupe de métopes célèbre les travaux d'Héraclès : Héraclès et le lion de Némée ; Héraclès et la biche de Cérynie ; Héraclès et le centaure ; Héraclès et Cycnos ; Héraclès et Orthros ; les bœufs de Géryon (trois métopes) ; Géryon.

Métopes héracléennes
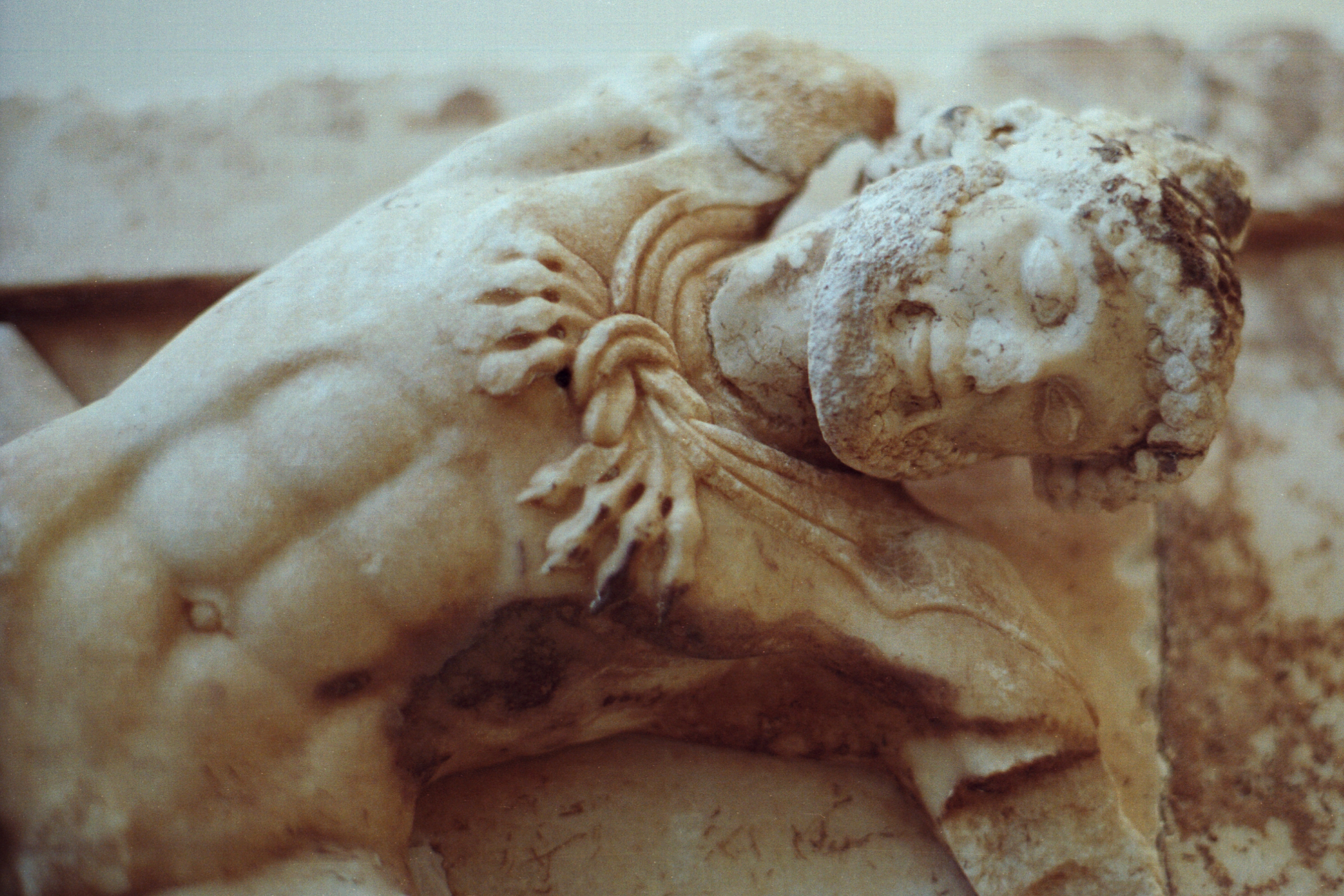
Héraclès
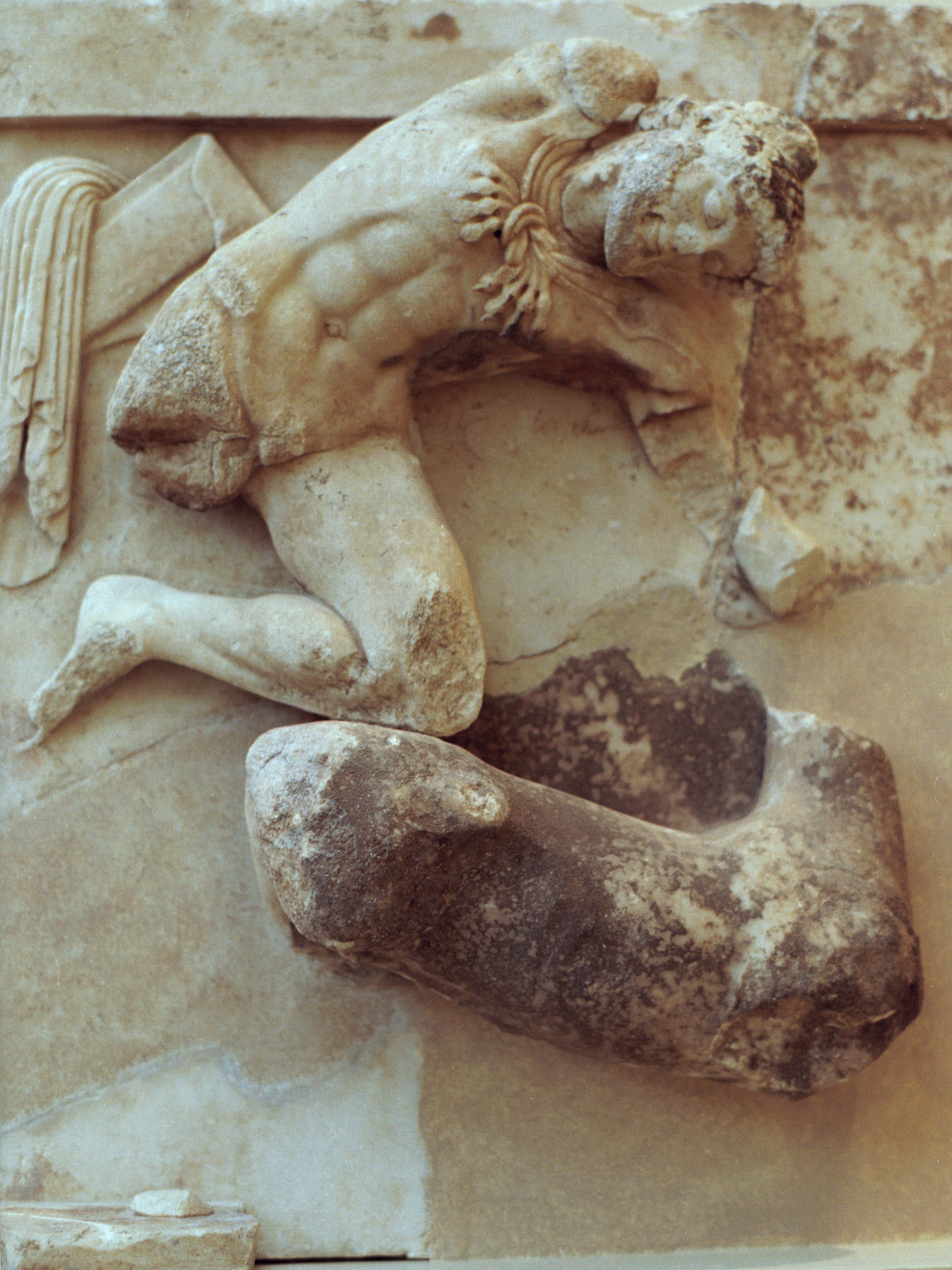
Héraclès et la biche aux pieds d'airain
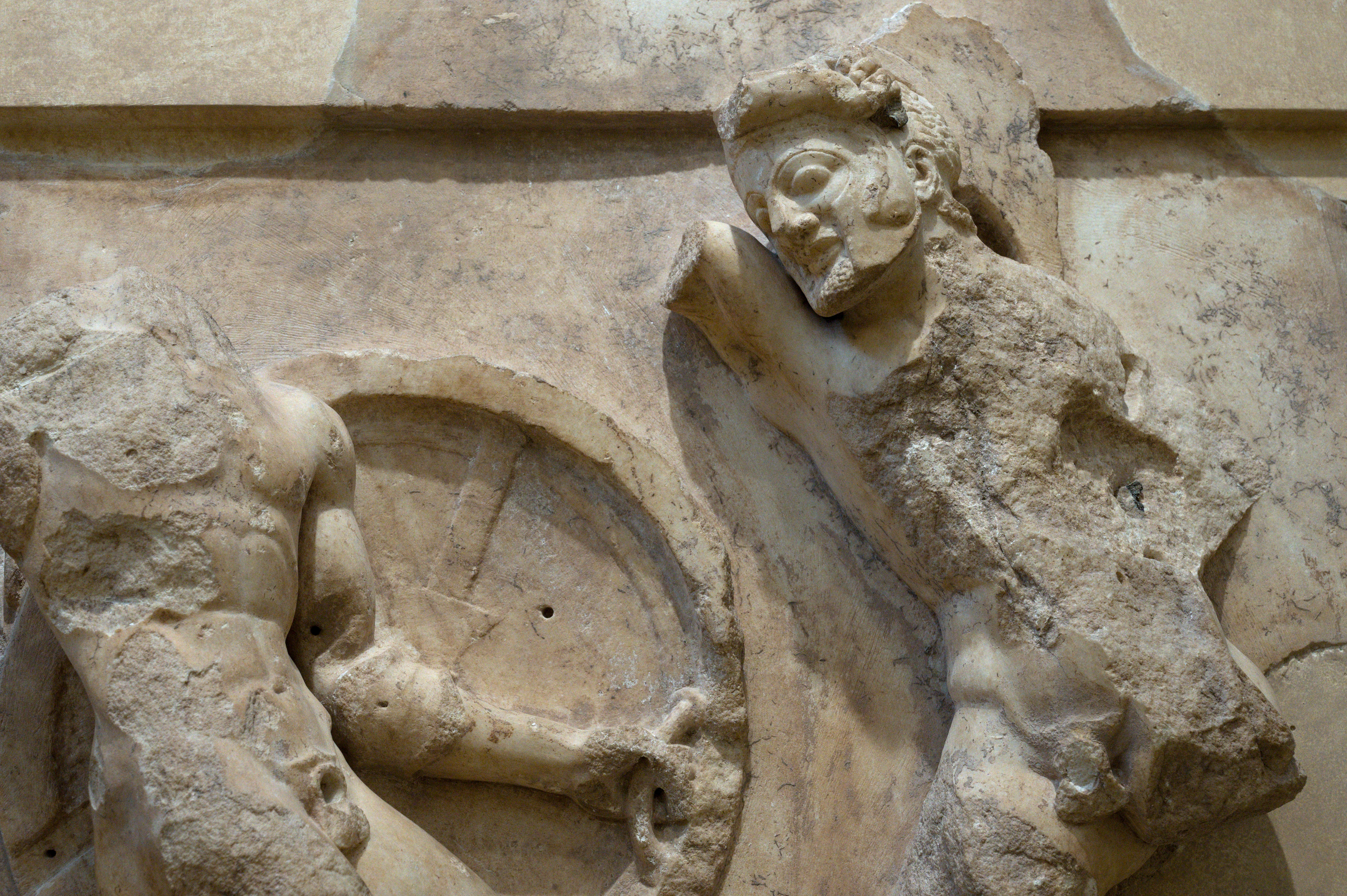
Héraclès et Kyknos.

## Sources
1. ↑  Nigel Spivey, Understanding Greek sculpture : ancient meanings, modern readings, New York, Thames and Hudson, 1996 (ISBN 978-0500237106, OCLC 36645523, lire en ligne ).
2. ↑  (en) Richard Neer, « The Athenian Treasury at Delphi and the Material of Politics », Classical Antiquity, vol. 23, no 1,‎ 1er avril 2004, p. 63–93 (ISSN 0278-6656, DOI 10.1525/ca.2004.23.1.63).
3. ↑  Pausanias, X, 11, 5
4. ↑  (en) « The juxtaposition of styles in the metopes of the Athenian Treasury - ProQuest », sur search.proquest.com (consulté le 18 novembre 2018).
5. 1 2  Ralf von den Hoff, Structure, Image, Ornament: Architectural Sculpture of the Greek World, Oxford, Oxbow Books, 2009 (DOI 10.11588/propylaeumdok.00002159, lire en ligne), « Herakles, Theseus and the Athenian Treasury at Delphi ».
6. ↑  Maryl B. Gensheimer, « Metaphors for Marathon in the Sculptural Program of the Athenian Treasury at Delphi », Hesperia: The Journal of the American School of Classical Studies at Athens, vol. 86, no 1,‎ 2017, p. 1–42 (DOI 10.2972/hesperia.86.1.0001, JSTOR 10.2972/hesperia.86.1.0001, S2CID 193754955).
7. ↑  Pierre de La Coste-Messelière, « Observations sur les sculptures du Trésor des Athéniens », Bulletin de Correspondance Hellénique, vol. 47, no 1,‎ 1923, p. 387–419 (DOI 10.3406/bch.1923.3019).
8. ↑  Walter R. Agard, « The Metopes of the Athenian Treasury as Works of Art », American Journal of Archaeology, vol. 27, no 3,‎ 1923, p. 322–333 (DOI 10.2307/497851, JSTOR 497851, S2CID 191392956).
9. ↑  William Bell Dinsmoor, « The Athenian Treasury as Dated by Its Ornament », American Journal of Archaeology, vol. 50, no 1,‎ 1946, p. 86–121 (DOI 10.2307/499752, JSTOR 499752, S2CID 191355426).